# Московский жиголо
«Московский жиголо» — криминальная драма режиссёра Дмитрия Фикса, выпущенная на экраны в 2008 году. Фильм об испытаниях, которые готовит судьба и как по-разному люди из них выходят.

## Сюжет
После службы в армии, демобилизовавшись, молодой капитан Константин Евстафьев отправляется за лучшей долей в Москву. Попытки честного заработка проваливаются, к тому же он оказывается в долгах товарищу, зарабатывающему на жизнь стриптизом в столичном клубе. Ради погашения долга Константин тоже соглашается работать стриптизёром, а затем становится ещё и настоящим жиголо…

## В ролях
- Сергей Горобченко — Константин Сергеевич Евстафьев
- Олеся Судзиловская — Мария Озерцова
- Андрей Соколов — Вадим Степанович Озерцов, бывший муж Марии
- Александр Фадеев (Данко) — Лёня
- Софья Игнатова — Лиля
- Сергей Глушко — Сергей Витальевич
- Дарья Чаруша — Света
- Алексей Дайнеко — любовник
- Михаил Самохвалов — полковник
- Алевтина Патрушева
- Юлия Шиферштейн

## Съёмочная группа
- Сценарий: Александр Детков
- Режиссёр: Дмитрий Фикс
- Продюсеры: Максим Стишов, Дмитрий Фикс
- Оператор-постановщик: Добрыня Моргачёв
- Художник-постановщик: Алексей Назаров
- Композитор: Илья Духовный
- Звукорежиссёр: Олег Петренкин
- Художник по костюмам: Алина Будникова

## Рецензии
Журнал «Афиша» поставил фильму 2 балла из 5, в рецензии было отмечено: 

…он живописует «дикие девяностые», когда оставшиеся без штанов кадровые военные ублажали жирующих менеджерш, а бандитского вида чинуши гробили в пьяных авариях собственных ребятишек и решали семейные споры с помощью табельного пистолета.

Жанр «Жиголо» — то ли неловкий панегирик, то ли затянутый анекдот, то ли неумелая драма. О том, что в российской столице конца XX века было, так скажем, не очень уютно, все интересующиеся помнят со времён фильма «Москва». Для того чтобы такое сравнение не прошло незамеченным, здесь впрямую цитируют анекдот из картины Зельдовича про жизнь, которая жёстче, с той только разницей, что диагноз эпохе «Жиголо» превращает в диагноз своему рабочему инструменту.
— Софья Сапожникова, «Афиша», 2008
Оценка еженедельника Time Out также была невысока (2 балла из 5):

Дембельнувшись, провинциальный аполлон (Сергей Горобченко) приезжает завоёвывать Москву. Столица встречает парня распахнутыми дверями стриптиз-клубов, где ему предстоит играть мышцой перед дамами далеко уже не среднего возраста. В эпизодах — взаправдашние красавцы кабаре — шоу-бой Тарзан и исполнитель песни про малыша, который растёт, Данко.
— Дарья Серебряная, «Time Out», 2008